# Ringer-Bundesliga 2014/15
Die Ringer-Bundesliga 2014/15 war die 51. Saison in der Geschichte der Ringer-Bundesliga. Der ASV Nendingen konnte seinen Titel aus dem Vorjahr gegen den SV Germania Weingarten verteidigen.

## Änderungen gegenüber der Vorsaison
Die Staffel-Stärke wurde in den Gruppen Nord und Süd auf sieben Mannschaften reduziert, so dass insgesamt 14 Mannschaften an der Saison 2014/15 teilnahmen. Durch die Reduzierung kamen keine Aufsteiger aus der 2. Bundesliga hinzu. Zudem änderte sich erneut der Modus zur Qualifikation zur Endrunde. Die erstplatzierten Mannschaften aus den beiden Staffel qualifizierten sich direkt für die Endrunde. Die übrigen zwölf Teams kämpften in einer Zwischenrunde um die sechs weiteren Endrunden-Startplätze.

## Vorrunde
| Legende | Legende                                   |
| ------- | ----------------------------------------- |
|         | Teilnahme an der Endrunde (Viertelfinale) |
|         | Teilnahme an der Zwischenrunde            |
|         | Rückzug zum Saisonende                    |
| (M)     | Meister der Vorsaison                     |

Die Wettkämpfe der Vorrunde fanden zwischen dem 19. September und dem 6. Dezember 2014 statt.

### Staffel Nord
Der KSV Köllerbach wurde Staffelsieger in der Gruppe Nord. Das Team verlor lediglich seinen Auswärtskampf beim Zweitplatzierten ASV Mainz.
| Pl. | Verein                  | K. | Kampfpkte. | Diff. | Pkte. |
| --- | ----------------------- | -- | ---------- | ----- | ----- |
| 1.  | KSV Köllerbach          | 12 | 203:790    | +124  | 22:20 |
| 2.  | ASV Mainz 88            | 12 | 205:980    | +107  | 18:60 |
| 3.  | RWG Mömbris-Königshofen | 12 | 173:119    | 0+54  | 16:80 |
| 4.  | 1. Luckenwalder SC      | 12 | 156:140    | 0+16  | 15:90 |
| 5.  | KAV Mansfelder Land     | 12 | 116:197    | 0−81  | 07:17 |
| 6.  | AC Lichtenfels          | 12 | 105:193    | 0−88  | 04:20 |
| 7.  | TV Aachen-Walheim       | 12 | 091:223    | −132  | 02:22 |

### Staffel Süd
Der amtierende Meister ASV Nendingen erreichte den Staffelsieg in der Gruppe Süd und verlor dabei lediglich den Vorrunden-Auftaktkampf. Vorsaison-Finalist SV Germania Weingarten wurde Zweiter.
| Pl. | Verein                 | K. | Kampfpkte. | Diff. | Pkte.   |
| --- | ---------------------- | -- | ---------- | ----- | ------- |
| 1.  | ASV Nendingen (M)      | 12 | 187:124    | 0+63  | 22:20   |
| 2.  | SV Germania Weingarten | 12 | 191:900    | +101  | 19:50   |
| 3.  | TuS Adelhausen         | 12 | 167:155    | 0+12  | 12:12   |
| 4.  | KSV Aalen 05           | 12 | 119:173    | 0−54  | 11:13 * |
| 5.  | VfK Schifferstadt      | 12 | 177:157    | 0+20  | 11:13 * |
| 6.  | KSV Schriesheim        | 12 | 126:164    | 0−38  | 07:17   |
| 7.  | SV Triberg             | 12 | 112:216    | −104  | 02:22   |

## Play-offs

### Zwischenrunde
Die Zwischenrundenkämpfe fanden am 13. und 20. Dezember 2014 statt.
|                     |                         | 1. Kampf | 2. Kampf | Gesamt |
| ------------------- | ----------------------- | -------- | -------- | ------ |
| KAV Mansfelder Land | SV Germania Weingarten  | 01:21    | 03:23    | 04:44  |
| KSV Schriesheim     | RWG Mömbris-Königshofen | 10:15    | 10:19    | 20:34  |
| TV Aachen-Walheim   | KSV Aalen 05            | 05:18    | 14:19    | 19:37  |
| SV Triberg          | 1. Luckenwalder SC      | 03:30    | 00:40    | 03:70  |
| AC Lichtenfels      | TuS Adelhausen          | 06:18    | 06:26    | 12:44  |
| VfK Schifferstadt   | ASV Mainz 88            | 08:20    | 13:14    | 21:34  |

Der TV Aachen-Walheim und der SV Triberg entschieden sich für den freiwilligen Rückzug aus der Bundesliga und den Start in der 2. Bundesliga in der Folgesaison. Zudem zog sich der AC Lichtenfels nach dem Saisonende aus der Liga zurück und wechselte in die Bayernliga (IV. Klasse).

### Viertelfinale
Die beiden Staffelsieger und die sechs Zwischenrundensieger nahmen am 3. und 10. Januar 2015 an den Viertelfinalkämpfen teil.
|                        |                         | 1. Kampf | 2. Kampf | Gesamt |
| ---------------------- | ----------------------- | -------- | -------- | ------ |
| SV Germania Weingarten | RWG Mömbris-Königshofen | 12:70    | 6:7      | 18:14  |
| KSV Aalen 05           | KSV Köllerbach          | 05:18    | 12:19    | 17:37  |
| 1. Luckenwalder SC     | ASV Nendingen           | 03:21    | 01:24    | 04:45  |
| ASV Mainz 88           | TuS Adelhausen          | 15:11    | 14:10    | 29:21  |

### Halbfinale
Die Halbfinalkämpfe fanden am 17. und 24. Januar 2015 statt.
|                        |                | 1. Kampf | 2. Kampf | Gesamt |
| ---------------------- | -------------- | -------- | -------- | ------ |
| ASV Mainz 88           | ASV Nendingen  | 09:10    | 10:13    | 19:23  |
| SV Germania Weingarten | KSV Köllerbach | 11:60    | 10:70    | 21:13  |

### Finale
Die Finalkämpfe fanden am 31. Januar und am 7. Februar 2015 statt. Der Hinkampf, den der ASV Nendingen als Gastgeber in der Geisinger arena geisingen vor 2500 Zuschauern ausrichtete, endete mit einem 12:12-Unentschieden.
Der Rückkampf fand in der Mineralix-Arena in Weingarten vor ebenfalls 2500 Zuschauern statt. Der ASV Nendingen konnte diesen mit 11:7 gegen den SV Germania Weingarten für sich entscheiden und wurde zum zweiten Mal in Folge deutscher Mannschaftsmeister im Ringen.
|               |                        | 1. Kampf | 2. Kampf | Gesamt |
| ------------- | ---------------------- | -------- | -------- | ------ |
| ASV Nendingen | SV Germania Weingarten | 12:12    | 11:7     | 23:19  |

## ASV Nendingen in der Meistersaison 2014/15
| Nat.            | Name                | Einsätze Play-Off | Siege Play-Off | Einsätze Hauptrunde | Siege Hauptrunde |
| D               | D                   | D                 | D              | D                   | D                |
| --------------- | ------------------- | ----------------- | -------------- | ------------------- | ---------------- |
| Deutscher       | Frank Stäbler       | 6                 | 4              | 8                   | 7                |
| Deutscher       | Peter Öhler         | 4                 | 2              | 8                   | 7                |
| Deutscher       | Florian Neumaier    | 2                 | 2              | 6                   | 3                |
| Deutscher       | Baris Diksu         | 3                 | 2              | 5                   | 3                |
| Deutscher       | Samet Dülger        | 3                 | 1              | 9                   | 5                |
| Deutscher       | Benjamin Raiser     | 5                 | 2              | 10                  | 6                |
| Deutscher       | Alexander Semisorow | 6                 | 1              | 10                  | 4                |
| Deutscher       | Andreas Miekeley    | 0                 | 0              | 2                   | 0                |
| Deutscher       | Dominik Hipp        | 0                 | 0              | 2                   | 0                |
| Deutscher       | Louis Stumpe        | 0                 | 0              | 2                   | 0                |
| Deutscher       | Eduard Kratz        | 0                 | 0              | 1                   | 0                |
| EU              |                     |                   |                |                     |                  |
| Moldauer Rumäne | Piotr Ianulov       | 6                 | 6              | 9                   | 8                |
| Moldauer Rumäne | Victor Ciobanu      | 3                 | 3              | 6                   | 6                |
| Moldauer Rumäne | Nicolai Ceban       | 3                 | 3              | 8                   | 6                |
| Moldauer Rumäne | Ghenadie Tulbea     | 6                 | 5              | 12                  | 9                |
| Kroate          | Nenad Žugaj         | 4                 | 2              | 6                   | 3                |
| Ungar           | Balázs Kiss         | 2                 | 1              | 2                   | 2                |
| Franzose Pole   | Artak Margaryan     | 0                 | 0              | 3                   | 0                |
| N               |                     |                   |                |                     |                  |
| Russe           | Saba Khubezthy      | 3                 | 2              | 5                   | 5                |
| Georgier        | Giorgi Sakandelidze | 3                 | 3              | 4                   | 4                |

| Name         | Funktion               |
| ------------ | ---------------------- |
| Volker Hirt  | Cheftrainer            |
| vakant       | 1. Vorstand            |
| Markus Scheu | Vorstand Sport         |
| Rolf Maier   | Stv. Vorstand Finanzen |
| Volker Hirt  | Stv. Vorstand Sport    |